# 每一次
《每一次》（英語："Everytime"）是美国歌手布兰妮·斯皮尔斯的一支单曲。于2004年5月7日由Jive唱片作为斯皮尔斯第4张录音室专辑《流行禁区》的第3支单曲发行。在2002年斯皮尔斯结束了和贾斯汀·汀布莱克的戀情后，斯皮尔斯和她的和声歌手安尼特·阿尔塔尼发展了友谊，并开始一起在斯皮尔斯洛杉矶的家里写歌，随后在意大利的伦巴第完成了〈每一次〉的创作。斯皮尔斯用钢琴作曲，并和阿尔塔尼一起作词。据阿尔塔尼说，这首歌曲是斯皮尔斯给2002年汀布莱克歌曲〈Cry Me a River〉的回复，但斯皮尔斯既未承認亦未否認這種說法。
〈每一次〉的歌词描寫的是一个前恋人请求另一半原諒前戀人對另一半的伤害。歌曲收到了评论家們普遍的正面评价，評論称赞了其歌词简单、独一无二的。相對《流行禁区》的其它歌曲，〈每一次〉取得了更好的商业成绩，在许多国家單曲榜上登上了前5名，并在澳大利亚、匈牙利、爱尔兰和英国獲得了冠軍。斯皮尔斯曾多次現場表演歌曲，包括電視節目《週六夜現場》和《Top of the Pops》及斯皮尔斯的众多个人演唱會。歌曲曾被格伦·汉塞德和凱莉·克萊森翻唱，S.H.E亦曾以中文翻唱過此歌曲，歌名為〈別說對不起〉。在2013年電影《Spring Breakers》中，扮演Alien的演員詹姆斯·弗朗科也演唱這首歌。
單曲的音樂錄影帶灵感来自于1995年电影《离开拉斯维加斯》，在音樂錄影帶中，斯皮尔斯和男友（斯蒂芬·多尔夫扮演）感情出现危机，在被狗仔追逐時斯皮尔斯遭相机伤到后脑。回到家中，斯皮尔斯和男友发生争吵，斯皮尔斯躺在浴缸內，摸了摸自己的後腦，发现自己在流血（實為一根红绳代替），但失血过多導致她陷入昏迷，沉入浴缸，被男友送進了医院。在醫院中，斯皮尔斯的“灵魂”出现，並且得到了轉世。但最终斯皮尔斯从浴缸里探出头来，整个死亡的场面都是一場夢。

## 背景與創作

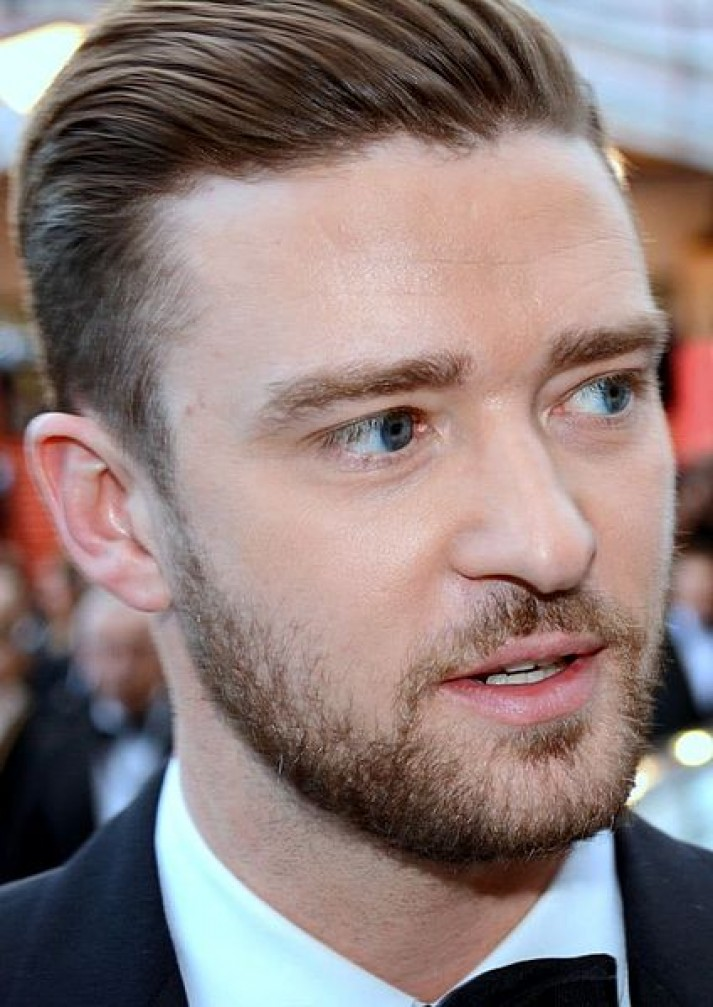
〈每一次〉的發行引發了媒體對歌詞內容是否關於斯皮尔斯前男友贾斯汀·汀布莱克的猜想。

斯皮尔斯與流行歌手贾斯汀·汀布莱克三年的戀情於2002年宣佈告吹。2002年11月，汀布莱克行了歌曲〈Cry Me a River〉作為自己首張錄音室專輯《愛妳無罪》的第2支單曲。音樂錄影帶的女主角極像斯皮尔斯，劇情似乎在暗示斯皮尔斯對汀布莱克出軌。〈Cry Me a River〉被普遍認為是推動《愛妳無罪》大熱的原因。2001年9月，安尼特·阿尔塔尼成為了斯皮尔斯2001年至2002年期間舉辦的夢中夢巡迴演唱會的伴唱歌手。她與斯皮尔斯的互動最初僅僅局限於巡演在體育館的寒暄与演唱練習。阿尔塔尼於2002年開始與演出的音樂指導交往；然而，在巡演結束之前，這段戀情宣佈告吹。在墨西哥城的最後一場演出中，斯皮尔斯詢問了阿尔塔尼有關她感情的事情。阿尔塔尼告訴斯皮尔斯自己將要和男友分手，斯皮尔斯聽後回答道：“別擔心，你可以和我一起出去玩玩。” 隨著巡演的結束，斯皮尔斯和阿尔塔尼漸漸成為了朋友。斯皮尔斯邀請阿尔塔尼去自己洛杉磯的家中做客。據阿尔塔尼說，她們的關係隨著兩人间或的感情經歷交流越變越好。她解釋道：“基本上，我們都互相同情，因為她（斯皮尔斯）那時已經和賈斯汀分手。也許就像九個月之前，但當然，在媒體看來很新鮮。我也剛和一個人分手，所以我們有點相似-我認為我們都有點需要對方。”阿尔塔尼在斯皮尔斯家中呆了幾周，並在此期間開始用鋼琴作曲。不久後，兩人一起去意大利倫巴第科莫湖旅遊。阿尔塔尼稱：“那裡只有我和她，還有她的造型師和費利西亞，我們在那裡有一間大房子，那裡還有一架鋼琴。”
根據阿尔塔尼的說法，〈每一次〉歌詞是對〈Cry Me a River〉和許多電台採訪的回應。阿尔塔尼解釋說：“他（汀布萊克）太個人了。這裡，她（布蘭妮）展現了不同的形象，而他真的暴露了許多她不希望暴露出的東西，在她小妹妹面前；……我還記得她妹妹和她是怎麽樣受辱的。我很確定這件事真的傷了她的心。”〈每一次〉錄製於洛杉磯康威錄音室，並在倫敦进行混制。在Hip Online的一次採訪中，斯皮尔斯透露了歌曲錄製的一些細節，說道：

“…就像〈每一次〉，整首是我用鋼琴從無到有寫出來的。音樂上來說那時也沒做成音軌或什麼東西。我就一個人在家把它完成。然後我出去彈給別人（蓋伊）聽，我只粗略跟他說我想傳達的歌曲的感覺。然後他超棒的，跟很多製作人說他們不了解的東西時，你只能說跟他們說「噢，我要的不是那樣。」而他抓的感覺完全正確。他超驚人。也因為這樣整首歌變得很特別，就是這樣，全都是我完成的。”

〈每一次〉是《流行禁區》最早完成錄製的歌曲之一。歌曲於2003年4月26日以“Everytime I Try”為名在美國版權辦公室註冊，並以錄製年份2002年獲得了編號為SRU000530591的序列號。斯皮尔斯將這首歌和《握我的手》（"Touch of My Hand"）列為《流行禁區》最私人的歌曲，她解釋稱：“這是你聽歌時能感覺自己到達天堂的一種歌曲。我認為它會讓你感覺非常酷。”

## 乐评
〈每一次〉获得了乐评的广泛好评，乐评称赞其歌词内容和斯皮尔斯的气音演唱，并将其列为《流行禁区》的亮点。《Stylus杂志》的加文·穆勒（Gavin Mueller）认为〈每一次〉是《流行禁区》的最佳歌曲，并评论道：“它只是一首简单的钢琴抒情曲，虽然简单但有效地展现出了柔情的一面”《约翰·霍普金斯新闻通讯》的阿里·芬維克（Ali Fenwick）称赞了斯皮尔斯的词曲创作，并认为歌曲“是藏在专辑其它部分机械式的、合成出的演唱中对（歌手）的才能一瞥”。MSNBC的克莉絲汀·萊米爾（Christy Lemire）称歌曲“真是一首美丽的旋律”，并认为这是《妮裳神話-精選+新曲》的最佳抒情曲。About.com的杰森·肖汉（Jason Shawhan）认为〈每一次〉有着单曲相。《同性恋时报》的丹尼尔·梅格里（Daniel Megarry）认为，这是“有史以来最惊艳的心碎歌曲之一”。Pink News的内叶尔·尼西姆（Nayer Nissim）写道：“即便她的专辑遍布着一些无力的尝试，布兰妮确实能最终做出一些引人入胜的和令人心碎的情歌，而这是她最棒的一首。它美丽、令人释怀，而且在情感上非常坦率”。數碼間諜的艾姆·克拉杰（Aim Kheraj）赞扬了歌曲“摇篮曲般的制作，简单而令人惊奇的即兴重复钢琴段与自白式的歌词”。

## 曲目列表
| - 歐洲CD單曲 1. "Everytime" (Album Version) — 3:53 2. "Everytime" (Hi-Bias Radio Remix) — 3:29 - 澳大利亞、加拿大、歐洲和日本加大單曲 1. "Everytime" (Album Version) — 3:53 2. "Everytime" (Hi-Bias Radio Remix) — 3:29 3. "Everytime" (Above & Beyond's Radio Mix) — 3:47 4. "Everytime" (The Scumfrog Vocal Mix) — 9:53 - 德國CD加大單曲 1. "Everytime" (Album Version) — 3:53 2. "Everytime" (Hi-Bias Radio Remix) — 3:29 3. "Everytime" (Above & Beyond's Radio Mix) — 3:47 4. "Don't Hang Up" — 4:01 | - DVD單曲 1. "Everytime" — 4:09 2. "Breathe on Me" (Performed on Britney Spears CD:UK Special) — 3:54 - 英國12"黑膠 1. "Everytime" (Hi-Bias Radio Remix) — 3:29 2. "Everytime" (Above & Beyond's Radio Mix) — 3:47 3. "Everytime" (The Scumfrog Vocal Mix) — 9:53 - 美國12"黑膠 （混音） 1. "Everytime" (The Scumfrog Vocal Mix) — 9:53 2. "Everytime" (Valentin Remix) — 3:28 3. "Everytime" (Above & Beyond's Club Mix) — 8:46 4. "Everytime" (Dr. Octavo's Transculent Mixshow Edit) — 5:18 |

## 榜单
| 榜单（2004年-2005年）                                     | 最高 排位 |
| --------------------------------------------------------- | --------- |
| 澳大利亚（澳大利亚唱片业协会單曲榜）                      | 1         |
| 奥地利（Ö3四十强单曲榜）                                  | 4         |
| 比利时佛兰德（Ultratop五十强单曲榜）                      | 4         |
| 比利时瓦隆（Ultratop五十强单曲榜）                        | 5         |
| 玻利维亚（Notimex）                                       | 2         |
| 加拿大（Nielsen SoundScan）                               | 2         |
| 加拿大（《电台与唱片》当代流行电台/流行电台三十强单曲榜） | 6         |
| 独联体（Tophit独联体电台榜）                              | 104       |
| 独联体（Tophit独联体电台榜） Hi-Bias Radio Remix          | 30        |
| 独联体（Tophit独联体电台榜） Valentin Remix               | 81        |
| Czech Republic (Rádio – Top 100)                          | 3         |
| 丹麥（Hitlisten单曲榜）                                   | 5         |
| 欧洲（《告示牌》European Hot 100 Singles）                | 2         |
| 欧洲（《告示牌》European Radio Top 50）                   | 4         |
| 芬兰（芬蘭官方單曲榜）                                    | 18        |
| 法国（法國唱片出版業公會單曲榜）                          | 2         |
| 德国（德國官方單曲榜）                                    | 4         |
| 希腊（国际唱片业协会希腊分会单曲榜）                      | 15        |
| 匈牙利（四十强电台榜）                                    | 7         |
| 匈牙利（四十強單曲榜）                                    | 1         |
| 愛爾蘭（愛爾蘭唱片音樂協會单曲榜）                        | 1         |
| 墨西哥（Reforma）                                         | 3         |
| 荷兰（荷蘭四十強單曲榜）                                  | 3         |
| 荷兰（百强单曲榜）                                        | 4         |
| 挪威（世道單曲榜）                                        | 3         |
| 波兰（波蘭音像製造商協會）                                | 5         |
| 罗马尼亚（罗马尼亚百大单曲榜）                            | 8         |
| 俄罗斯（TopHit俄罗斯电台榜） Hi-Bias Radio Remix          | 35        |
| 俄罗斯（TopHit俄罗斯电台榜） Valentin Remix               | 85        |
| 蘇格蘭（官方榜单公司單曲榜）                              | 1         |
| 瑞典（瑞典最熱榜）                                        | 3         |
| 瑞士（瑞士热门音乐榜）                                    | 6         |
| 乌克兰（TopHit乌克兰电台榜） Hi-Bias Radio Remix          | 3         |
| 乌克兰（TopHit乌克兰电台榜） Valentin Remix               | 34        |
| 英國（官方榜单公司單曲榜）                                | 1         |
| 乌拉圭（Notimex）                                         | 3         |
| 美国（《告示牌》百大單曲榜）                              | 15        |
| 美國（《告示牌》Adult Pop Airplay）                       | 25        |
| 美國（《告示牌》Dance Club Songs）                        | 17        |
| 美國（《告示牌》Dance/Mix Show Airplay）                  | 4         |
| 美国（《告示牌》Hot Digital Tracks）                      | 7         |
| 美國（《告示牌》Pop Airplay）                             | 4         |
| 委内瑞拉（Notimex）                                       | 4         |

| 榜单（2004年）                                   | 排位 |
| ------------------------------------------------ | ---- |
| 澳大利亚（澳大利亚唱片业协会单曲榜）             | 72   |
| 奥地利（Ö3四十強音樂榜）                         | 12   |
| 比利时（Ultratop佛兰德五十强单曲榜）             | 24   |
| 比利时（Ultratop瓦隆五十强单曲榜）               | 21   |
| 巴西（克勞利廣播分析）                           | 97   |
| 独联体（TopHit）                                 | 130  |
| 法国（法国唱片出版业公会单曲榜）                 | 64   |
| 德国（德国官方榜单）                             | 20   |
| 匈牙利（四十强电台榜）                           | 45   |
| 爱尔兰（爱尔兰唱片音乐协会单曲榜）               | 6    |
| 荷兰（荷兰四十强音乐榜）                         | 63   |
| 荷兰（荷兰百强单曲榜）                           | 45   |
| 俄罗斯（Tophit俄罗斯电台榜） Hi-Bias Radio Remix | 138  |
| 瑞典（瑞典最热榜）                               | 8    |
| 瑞士（瑞士热门音乐榜）                           | 18   |
| 英国（官方榜单公司单曲榜）                       | 18   |
| 美国（Billboard Hot 100）                        | 83   |
| 美国（《公告牌》Adult Top 40）                   | 98   |
| 美国（《公告牌》Dance/Mix Show Airplay ）        | 22   |
| 美国（《公告牌》Mainstream Top 40）              | 31   |

## 銷售認證

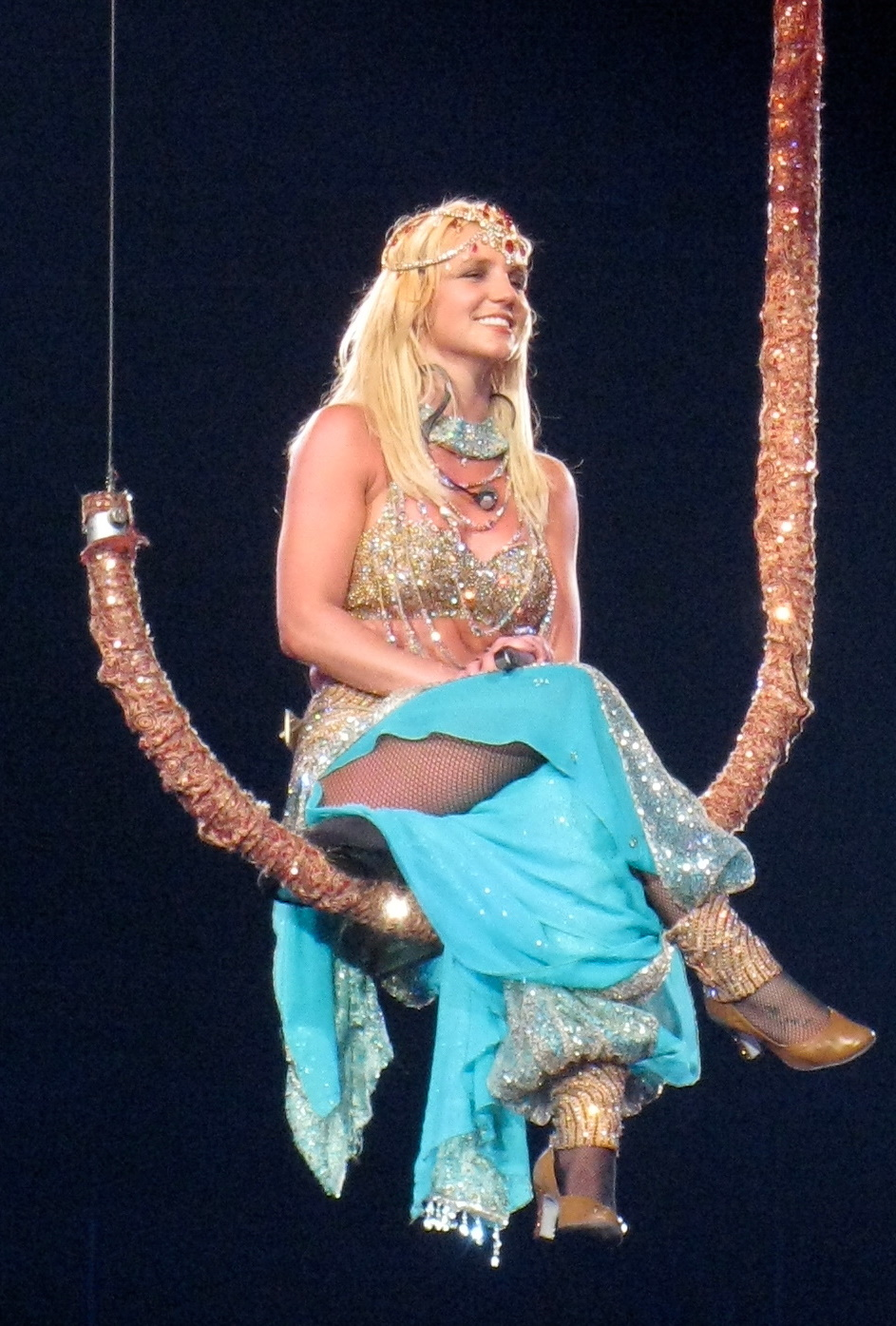
布蘭妮在妮裳馬戲團巡迴演唱會上表演〈每一次〉。

| 地區                                                       | 认证 | 认证单位/销量 |
| ---------------------------------------------------------- | ---- | ------------- |
| 澳大利亚（澳大利亚唱片业协会）                             | 金   | 35,000^       |
| 比利时（比利時唱片音樂協會）                               | 金   | 25,000*       |
| 法国（法國唱片出版業公會）                                 | 金   | 200,000*      |
| 德国（聯邦音樂產業協會）                                   | 金   | 150,000^      |
| 挪威（國際唱片業協會挪威分会）                             | 白金 | 10,000*       |
| 瑞典（瑞典唱片業協會）                                     | 金   | 10,000^       |
| 英国（英国唱片业协会）                                     | 白金 | 600,000‡      |
| 美国（美國唱片業協會）                                     | 白金 | 1,000,000‡    |
| *僅含認證的實際銷量 ^僅含認證的出貨量 ‡僅含認證的+實際銷量 |      |               |